# Leskea confervoides
Leskea confervoides là một loài Rêu trong họ Leskeaceae. Loài này được (Brid.) Spruce mô tả khoa học đầu tiên năm 1845.